# Йоан Лупеску
Йоан Лупеску (рум. Ioan Lupescu, нар. 9 грудня 1968, Бухарест) — румунський футболіст, півзахисник. Син румунського футболіста Ніколае Лупеску. По завершенні ігрової кар'єри — футбольний тренер та функціонер. З 2008 року працює в технічному комітеті ФІФА.
Як гравець насамперед відомий виступами за бухарестське «Динамо», ліверкузенський «Баєр 04», а також національну збірну Румунії.
Триразовий чемпіон Румунії. Триразовий володар Кубка Румунії. Володар Кубка Німеччини.

## Клубна кар'єра
Народився 9 грудня 1968 року в місті Бухарест. Займатися футболом почав у футбольній школі австрійського клубу «Адміра-Ваккер», в якому його батько Ніколае Лупеску завершував свою кар'єру професійного футболіста. 1978 року повернувся на батьківщину, де продовжив футбольне виховання в дитячих/юнацьких командах бухарестських клубів «Меканіке Фіне» та «Динамо».
У дорослому футболі дебютував 1986 року виступами за команду бухарестського «Динамо», в якій провів чотири сезони, взявши участь у 98 матчах чемпіонату. За цей час виборов титул чемпіона Румунії.
Своєю грою за цю команду привернув увагу представників тренерського штабу німецького клубу «Баєр 04», до складу якого приєднався 1990 року. Відіграв за команду з Леверкузена наступні шість сезонів своєї ігрової кар'єри. Більшість часу, проведеного у складі «Баєра», був основним гравцем команди.
Згодом з 1996 по 2001 рік грав у складі команд німецької «Боруссії» (Менхенгладбах), турецького «Бурсаспора» та саудівського «Аль-Гіляля». Протягом цих років декілька разів повертався до «Динамо» (Бухарест).
Завершив професійну ігрову кар'єру у клубі бухарестському «Динамо» у 2002 році. Протягом останнього сезону своїх професійних виступів утретє виграв титул чемпіона Румунії.

## Виступи за збірну
1988 року дебютував в офіційних матчах у складі національної збірної Румунії. Протягом кар'єри у національній команді, яка тривала 13 років, провів у формі головної команди країни 74 матчі, забивши 6 голів.
У складі збірної був учасником чемпіонату світу 1990 року в Італії, чемпіонату світу 1994 року у США, чемпіонату Європи 1996 року в Англії, а також чемпіонату Європи 2000 року у Бельгії та Нідерландах.

## Кар'єра тренера
2003 року отримав тренерську ліцензію і протягом наступного року спробував свої сили як головний тренер спочатку в клубі «Бакеу», а згодом у «Брашові». У жодній з цих команд не показав високих результатів тренерської роботи і вирішив спробувати сили в роботі спортивного функціонера.
Обіймав посаду віце-президента Румунської федерації футболу, з 2008 року став членом технічного комітету ФІФА.

## Титули і досягнення
- Чемпіон Румунії (3):

«Динамо» (Бухарест): 1989–90, 1999–00, 2001–02
- Володар Кубка Румунії (3):

«Динамо» (Бухарест): 1989–90, 1999–00, 2000–01
- Володар Кубка Німеччини (1):

«Баєр 04»: 1992–93